# دنیس پانکراتوف
دنیس پانکراتوف (به انگلیسی: Denis Pankratov) (زادهٔ ۴ ژوئیهٔ ۱۹۷۴) شناگر اهل روسیه است.